# Filip Dewinter
Philip Maria Frans Dewinter (Bruges, 11 de setembre del 1962), conegut popularment com a Filip Dewinter, és el cap de llista del Vlaams Belang, el successor del partit Vlaams Blok, il·legalitzat el 2004 per raons de racisme i de xenofòbia. A les eleccions municipals de 2006 va aconseguir 94.909 vots (uns 33,51% dels vots) a la ciutat d'Anvers, a Bèlgica.
Pertany a una vella família nacionalista de dretes de Bruges. El 1982 va emigrar a Anvers. És casat i pare de tres filles.